# Haplochromis maxillaris
Haplochromis maxillaris é uma espécie de peixe da família Cichlidae.
É endémica do Quénia.